# Giuseppe Andaloro (brigante)
Giuseppe Andaloro (Gangi, 11 marzo 1904 – Gangi, 22 settembre 1968) è stato un brigante italiano.

## Biografia
Figlio di Cataldo e Giuseppa Salvo (nota come "Zonna Peppina"), fratello di Nicolò e Carmelo. È noto per la sua attività di brigante siciliano nel territorio del Comune di Gangi.
Il 7 gennaio 1926, nel corso dell'assedio del paese natale da parte del prefetto Cesare Mori, il suo bestiame fu sequestrato dalla Pubblica Sicurezza, la quale lo vendette agli abitanti di Gangi. In seguito fu arrestato da Mori il 4 ottobre 1927, una volta concluso l'assedio.
Questo avvenne dopo la resa di Gaetano Ferrarello, che portò all'arresto di tutti gli altri briganti, l'ultima persona ad arrendersi fu Giuseppa Salvo.